# Campionati del mondo di ciclismo su strada 2020 - Cronometro femminile Elite
La cronometro femminile Elite dei Campionati del mondo di ciclismo su strada 2020 si svolse il 24 settembre 2020 in Italia, con partenza ed arrivo all'Autodromo Enzo e Dino Ferrari a Imola, su un percorso di 31,7 km. La neerlandese Anna van der Breggen vinse la gara con il tempo di 40'20"14 alla media di 47,158 km/h; l'argento andò alla svizzera Marlen Reusser e il bronzo all'altra olandese Ellen van Dijk.
Presenti alla partenza 51 cicliste, 49 delle quali completarono la gara.

## Classifica (Top 10)
| Pos. | Corridore                | Squadra     | Tempo     |
| ---- | ------------------------ | ----------- | --------- |
| 1    | Anna van der Breggen     | Paesi Bassi | 40'20"14  |
| 2    | Marlen Reusser           | Svizzera    | a 15"58   |
| 3    | Ellen van Dijk           | Paesi Bassi | a 31"46   |
| 4    | Lisa Brennauer           | Germania    | a 45"06   |
| 5    | Grace Brown              | Australia   | a 1'01"20 |
| 6    | Amber Neben              | Stati Uniti | a 1'20"32 |
| 7    | Emma Norsgaard Jørgensen | Danimarca   | a 1'22"12 |
| 8    | Mieke Kröger             | Germania    | a 1'31"10 |
| 9    | Lauren Stephens          | Stati Uniti | a 1'43"03 |
| 10   | Vittoria Bussi           | Italia      | a 1'46"62 |